# Caldo de pollo (álbum)
Caldo de Pollo es el tercer disco y el primer LP del grupo oi! barcelonés Decibelios. Fue grabado en los estudios J.M. de Madrid del 7 al 12 de febrero de 1984 y publicado por el sello DRO con la referencia DRO-066.
Del álbum se extrajo el sencillo «Matar o morir» / «Local 15 visitante 0» (DRO 067, 1984). Otros dos de los temas del LP habían sido publicados en sendos sencillos previos: «Córtate las venas» en el primero (Paletas putrefactos, de 1982) y «Voca de Dios» (sic) en el segundo (Paletas y bolingas, de 1983). En la reedición en CD del álbum (DRO, 1996) se añadieron como temas extra justo las otras dos caras de dichos sencillos: «Putrefacto» y «Botas y tirantes», respectivamente.

## Listado de temas
Las dos caras del disco original de vinilo, en vez de llamarse, como es normal, cara A y cara B, se llamaron «d» y «B» respectivamente, en obvia alusión a la abreviatura de la unidad de medida acústica (un decibelio=1 dB) y, por tanto, en alusión al nombre del grupo.

### Cara «d»
1. «Piara indecente» (Miguel Alférez / Manuel Alférez / Carlos Treviño / Manuel Domenech)
2. «Fill de puta» (Miguel Alférez / Manuel Alférez / Carlos Treviño / Manuel Domenech)
3. «El sexo tenía un precio» (Miguel Alférez / Manuel Alférez / Carlos Treviño / Manuel Domenech)
4. «Sóc un upstart» (Miguel Alférez / Manuel Alférez / Carlos Treviño / Manuel Domenech)
5. «Oi! Oi! Oi!» (Miguel Alférez / Manuel Alférez / Carlos Treviño / Manuel Domenech)
6. «Voca de Dios» (sic) (Miguel Alférez / Manuel Alférez / Carlos Treviño / Manuel Domenech)

### Cara «B»
1. «Seminarista y los boy-scouts» (Miguel Alférez / Manuel Alférez / Carlos Treviño / Manuel Domenech)
2. «Matar o morir» (Miguel Alférez / Manuel Alférez / Carlos Treviño / Manuel Domenech)
3. «Local 15 Visitante 0» (Miguel Alférez / Manuel Alférez / Carlos Treviño / Manuel Domenech)
4. «Córtate las venas» (Miguel Alférez / Manuel Alférez / Carlos Treviño / Manuel Domenech)
5. «Dodot no ha muerto» (Miguel Alférez / Manuel Alférez / Carlos Treviño / Manuel Domenech)

### Temas extra (en la versión CD)
- «Botas y tirantes»
- «Putrefacto»

## Personal

### Miembros de la banda
- Fray - voz
- Manel - guitarra
- Manolo - bajo
- Miguel - batería

### Personal adicional
- Boris - saxofón en «Seminarista y los boy-scouts» y «Voca de Dios»

- Datos: Q5739904